# Wysiecz
Wysiecz (ukr. Висіч, Wysicz) – wieś na Ukrainie, w obwodzie lwowskim, w rejonie jaworowskim, w hromadzie Jaworów.